# Võhma (Rakvere)
Võhma (Duits: Wychma) is een plaats in de Estlandse gemeente Rakvere vald, provincie Lääne-Virumaa. De plaats telt 8 inwoners (2021) en heeft de status van dorp (Estisch: küla).
Võhma lag tot in oktober 2017 in de gemeente Sõmeru. In die maand ging Sõmeru op in de gemeente Rakvere vald.
Võhma ligt tegen de grens tussen de gemeenten Rakvere vald en Vinni aan. Langs de noordgrens van het dorp loopt de Põhimaantee 1, de hoofdweg van Tallinn naar Narva.

## Geschiedenis
Võhma werd al in 1241 in het Grondboek van Waldemar genoemd onder de naam Vernais. De volgende vermelding was in 1489 als Wemys, een dorp op het landgoed van Uchten (Uhtna). In 1529 heette het Womes en in 1647 Vehemes. In 1900 had het zijn huidige naam, maar dan in cyrillisch schrift: Выхма.
Tussen 1977 en 1997 maakte het dorp deel uit van het buurdorp Uhtna.